# Benjamin Huggel
Benjamin «Beni» Huggel (* 7. Juli 1977 in Dornach) ist ein ehemaliger Schweizer Fussballspieler und heutiger -trainer. Seine Position war das defensive Mittelfeld. Er ist Bürger von Münchenstein und wuchs auch dort auf. Huggel wurde mit 21 Jahren relativ spät Fussball-Profi. Zuvor hatte er eine Ausbildung als Landschaftsgärtner beendet. Er eroberte sich bald einen Stammplatz beim FC Basel, wurde mit diesem siebenmal Schweizer Meister, fünfmal Schweizer Cupsieger und spielte mehrmals in der UEFA Champions League. Mittlerweile arbeitet Huggel beim Schweizer Fernsehen als Sport-Experte und Co-Kommentator, seit Januar 2018 begleitet er die Spiele der Schweizer Nationalmannschaft als Experte.

## Vereinskarriere
Huggel begann mit dem Fussballspiel beim FC Münchenstein und spielte auch zwei Jahre beim FC Arlesheim. Er wechselte 1998 zum FC Basel und wurde mit 21 Jahren erst relativ spät Fussball-Profi. Er eroberte sich bald einen Stammplatz beim FC Basel und wurde mit diesem insgesamt siebenmal Schweizer Meister, fünfmal Schweizer Cupsieger und spielte mehrmals in der UEFA Champions League.
Von 2005 bis 2007 stand Huggel beim deutschen Erstligisten Eintracht Frankfurt unter Vertrag. Nachdem er anfangs Stammspieler war, verlor er seinen Platz in der Startelf wieder. Nachdem er sich an das Tempo der Bundesliga gewöhnt hatte, gelang es ihm, seinen verloren gegangenen Stammplatz im defensiven Mittelfeld zurückzuerobern, auch begünstigt durch Verletzungen mehrerer Mitspieler. Am 5. Mai 2007 im Spiel gegen Alemannia Aachen gelang ihm sein erstes Bundesliga-Tor in seinem 51. Spiel.
Zur Saison 2007/08 wechselte Huggel für mutmassliche 400'000 Euro zurück zum FC Basel, bei dem er einen Dreijahresvertrag bis 2010 unterschrieb. Dieser wurde am 18. November 2009 vorzeitig um zwei Jahre verlängert.
Zum Ende der Saison 2011/12 gewann Huggel mit dem FCB den Meistertitel und mit dem Cupsieg auch sein viertes Double und beendete seine Karriere als Profifussballer.
Zwischen 2012 und 2013 war er beim FCB der Assistenz-Trainer der U-21 Mannschaft und war auch als Amateurspieler dort spielberechtigt. Seine erste Cheftrainerstation bei einer Seniorenmannschaft hatte er zwischen Juli 2015 und Februar 2016 inne, als er für die erste Mannschaft der FC Black Stars Basel verantwortlich war.

## Nationalmannschaft
Huggel bestritt seit dem 20. August 2003 41 Partien für die Schweizer Fussballnationalmannschaft. Anlässlich des WM-Qualifikationsspieles gegen Luxemburg am 10. Oktober 2009 erzielte er das 1000. Tor der Schweizer Fussballnationalmannschaft. Am 14. November 2009 übernahm Huggel nach der Auswechslung von Alexander Frei und der Abwesenheit von Christoph Spycher erstmals die Captain-Binde in der Nationalmannschaft. An der «Nacht des Schweizer Fussballs» im Jahr 2010 wurde Huggel zum besten Schweizer Nationalspieler des Jahres 2009 gewählt. Nach der Fussball-Weltmeisterschaft 2010 in Südafrika gab er seinen Rücktritt aus der Nationalmannschaft bekannt.

### Sperre
Nach den skandalösen Vorfällen im entscheidenden WM-Qualifikationsspiel gegen die Türkei wurde Benjamin Huggel am 7. Februar 2006 von der FIFA für sechs Nationalmannschafts-Pflichtspiele gesperrt. Diese Sperre wurde im Nachhinein allerdings, wie auch für andere Spieler, reduziert, so dass Huggel nur für vier Spiele gesperrt wurde. Da die Schweiz sich für die Achtelfinals der WM 2006 qualifiziert hatte, war diese Sperre bereits abgesessen. Er war somit bei der Europameisterschaft 2008 im eigenen Land wieder spielberechtigt und stand im Aufgebot der Schweiz. Dieser Einsatz wäre bei sechs Spielsperren gefährdet gewesen, da die Schweiz als Veranstalter keine Qualifikationsspiele bestreiten musste. Am 26. März 2008 wurde Huggel erstmals seit dem Skandal wieder in einem Länderspiel für die Schweiz eingesetzt: Er wurde in der 88. Minute im Länderspiel gegen Deutschland eingewechselt.

## Titel und Erfolge
Basel
- Schweizer Meister: 2002, 2004, 2005, 2008, 2010, 2011, 2012
- Schweizer Cupsieger: 2002, 2003, 2008, 2010, 2012
- Uhrencupsieger: 2003, 2008, 2011